# Lhok Raya
Lhok Raya is een bestuurslaag in het regentschap Aceh Selatan van de provincie Atjeh, Indonesië. Lhok Raya telt 197 inwoners (volkstelling 2010).